# Оламбра
Оламбра (на португалски: Holambra) е селище в щата Сау Паулу, югоизточна Бразилия. Населението му е около 11 292 души (2010).
Разположено е на 30 km северно от центъра на град Кампинас. Основано е през 1948 година от имигранти католици от Нидерландия, а името му е абревиатура от имената Холандия, Америка и Бразилия. През 1998 година става самостоятелна община. Оламбра е известна с производството на цветя и декоративни растения.